# Zbigniew Franiak
Zbigniew Franiak (ur. 18 czerwca 1948 w Poznaniu) – polski piłkarz i trener, grał na pozycji napastnika i pomocnika. 

## Kariera piłkarska
Karierę młodzieżową rozpoczął w Lechu Poznań, a swój debiut w pierwszej drużynie zaliczył 6 listopada 1966 w meczu przeciwko Zagłębiu Sosnowiec w Pucharze Polski. W 1968 przeniósł się do drużyny Grunwaldu Poznań, a dwa lata później powrócił do Lecha i razem z tym zespołem zaliczył awans do Ekstraklasy z III ligi. W 1974 przeniósł się na rok do lokalnego rywala – Warty, a następnie jeszcze przez rok bronił barw Lecha. Od 1977 grał w Orkanie Sokołowo, gdzie zakończył karierę w 1980. W pierwszej lidze zaliczył 12 występów.

## Kariera trenerska
Po zakończeniu kariery piłkarskiej zajął się działalnością trenerską. Prowadził m.in.: Luboński FC, Jarotę Jarocin i dwukrotnie Lecha Poznań – sezon 1995/1996 i jeden mecz w 2000. Ostatnio trenował TS Dopiewo.